# Michaił Wiarhiejenka
Michaił Nikifarawicz Wiarhiejenka (biał. Міхаіл Нікіфаравіч Вяргеенка, ros. Михаил Никифорович Вергеенко, Michaił Nikiforowicz Wiergiejenko; ur. 12 stycznia 1950 w Homlu, zm. 16 lipca 2024) – białoruski piłkarz, grający na pozycji bramkarza, trener i działacz piłkarski, dwukrotny selekcjoner reprezentacji Białorusi.

## Kariera piłkarska
Wychowanek szkoły piłkarskiej w Homlu, do której uczęszczał w latach 1964–1967. Po jej ukończeniu trafił do zespołu rezerw Spartaka Homel, a następnie do kadry Dynama Mińsk. W drużynie ze stolicy Białorusi spędził kilkanaście kolejnych sezonów. Przez dłuższy czas był podstawowym graczem drużyny, w barwach której w 1971 zadebiutował w Wyższej Lidze. W sezonie 1982 sięgnął po Mistrzostwo Związku Radzieckiego. Ogółem w ekstraklasie rozegrał 172 mecze. W latach 1972–1976 grał w młodzieżowej reprezentacji ZSRR, z którą w 1972 wystąpił na Młodzieżowych Mistrzostwach Europy.

## Wykształcenie i służba wojskowa
W 1973 ukończył Szkołę Wojskową Ministerstwa Spraw Wewnętrznych w Saratowie, zaś dwa lata później Instytut Kultury Fizycznej. W 1986 ukończył studia w Wyższej Szkole MSW. Jako zawodnik związanego ze strukturami MSW Dynama był jednocześnie zatrudniony jako funkcjonariusz resortu. Przeszedł do rezerwy w stopniu podpułkownika.

## Kariera trenera i działacza
W 1983 zakończył występy na boisku, pozostał jednak w Dynamie jako szkoleniowiec. Przez kilka lat pełnił funkcje asystenta i kierownika drużyny. W czerwcu 1991 objął stanowisko pierwszego trenera, które zajmował do maja 1994, zdobywając w trzech kolejnych sezonach trzy tytuły mistrzowskie (1992, 1993, 1994). W latach 1992–1994 pracę w Dynamie łączył z prowadzeniem białoruskiej drużyny narodowej, która za jego kadencji zadebiutowała na arenie międzynarodowej. Przez rok szkolił piłkarzy niemieckiego Hasper SV, a w styczniu 1996 objął stanowisko głównego specjalisty w Białoruskiej Federacji Futbolu. W listopadzie tego samego roku zastąpił Siarhieja Barouskiego na stanowisku selekcjonera drużyny narodowej. Stracił stanowisko we wrześniu 1999 po fatalnych występach w eliminacjach Mundialu 1998 i Euro 2000 (za każdym razem białoruski zespół zajmował ostatnie miejsce w grupie). Jeszcze jako selekcjoner objął w 1998 stanowisko dyrektora generalnego w Dynamie Mińsk. Mimo utraty posady trenera kadry narodowej pozostał w strukturach Białoruskiej Federacji Futbolu. Od 1998–2002 był członkiem jej Komitetu Wykonawczego, a od stycznia 2002 pełnił funkcję prezesa Federacji Futbolu Mińska. 20 marca 2003 objął stanowisko pierwszego wiceprezesa BFF.